# Бандера, Андрей Степанович
Андре́й Степа́нович Банде́ра (укр. Андрій Степанович Бандера, фамилия при рождении — По́пель; 16 мая 1946, Мюнхен, Германия — 19 июля 1984, Торонто, Канада) — украинский общественный деятель в эмиграции, журналист. Сын Степана Бандеры.

## Биография
Родился 16 мая 1946 года в Мюнхене, в семье руководителя ОУН (б) Степана Бандеры и его жены Ярославы Опаровской, проживающих в Германии под псевдонимами Штефана и Ярославы Попелей. Имел старшую сестру — Наталью и младшую — Лесю. Дети семейства Бандер не догадывались о своём происхождении, узнали свою настоящую фамилию только после гибели отца. По словам Ярославы Стецько, «они ходили в школу и думали, что они Попели, а не Бандеры». При содействии отца посещал лагеря Союза украинской молодёжи.
После убийства отца в 1959 году вместе с матерью и сестрами эмигрировал в Канаду, где семья сначала проживала у доктора Романа Малащука. Тогда же впервые от матери узнал о прежней деятельности отца. Получил образование в школе в Йорктоне, а затем в Манитобском и Торонтском университетах.
В Канаде Андрей Бандера участвовал в деятельности различных организаций украинской диаспоры. В 1960 году вступил в Союз украинской молодёжи, в 1965 году — в Общество украинской студенческой молодёжи (вышел в 1975 году). Также входил в Союз украинских студентов Канады. Позже присоединился к ОУН-р, Украинской центральной информационной службе, Конгрессу украинцев Канады, Всемирному конгрессу свободных украинцев.
С 1972 года был членом националистической Лиги освобождения Украины. Работал в редакции её печатного органа, газеты «Эхо Украины» (укр. Гомін України), а с 1977 года был главным редактором англоязычного приложения газеты под названием «Ukrainian Echo». Также был членом фонда «Прометей» и Организации украинских националистов. В Канаде организовывал многочисленные акции протеста против заключения украинских диссидентов в УССР, в частности по делу против Валентина Мороза. Инициировал 17-дневную голодовку перед посольством СССР в Оттаве в знак протеста против «порабощения Украины».
Внезапно умер в Торонто 19 июля 1984 года от сердечного приступа. Похоронен 23 июля того же года на кладбище Парк-Лон в одной могиле с матерью.

## Семья
- Жена — Мария (Маруся) Федорий — познакомилась с Бандерой во время их учёбы в Манитобском университете[5].
  - Сын — Степан Бандера (род. 1969)[9].
    - Внук — Богдан-Андрей Бандера (род. 2010)[10].

  - Дочь — Богдана Бандера (род. 1973).
  - Дочь — Елена Бандера (род. 1977).